# ГЕС Duōbù
ГЕС Duōbù (多布水电站) — гідроелектростанція на заході Китаю в провінції Тибет. Використовує ресурс із річки Nyangqu, лівої притоки Ярлунг-Зангбо (верхня течія Брахмапутри). 
В межах проекту річку перекрили комбінованою греблею, ліва частина якої виконана як бетонна гравітаційна споруда із інтегрованим машинним залом висотою 50 метрів, а права – як кам'яно-накидна із геомембраною висотою 27 метрів. Гребля  утримує водосховище з об’ємом 85 млн м3 та нормальним рівнем поверхні на позначці 3076 метрів НРМ. 
Машинний зал обладнали чотирма бульбовими турбінами потужністю по 30 МВт, які використовують напір у 16,7 метра та забезпечують виробництво 506 млн кВт-год електроенергії на рік.